# Swiss International
Die Swiss International sind offene internationalen Meisterschaften der Schweiz im Badminton. Sie fanden erstmals vom 20. bis zum 23. Oktober 2011 in Belp statt und sind damit eine der jüngsten internationalen Titelkämpfe im Badminton in Europa. Sie sind nicht zu verwechseln mit den Swiss Open, welche auch Internationale Meisterschaften der Schweiz genannt werden.

## Die Sieger
| Saison    | Herreneinzel                  | Dameneinzel       | Herrendoppel                               | Damendoppel                        | Mixed                           |
| --------- | ----------------------------- | ----------------- | ------------------------------------------ | ---------------------------------- | ------------------------------- |
| 2011      | Andre Kurniawan Tedjono       | P. V. Sindhu      | Łukasz Moreń Wojciech Szkudlarczyk         | Pradnya Gadre Prajakta Sawant      | Vitaliy Durkin Nina Vislova     |
| 2012      | Dieter Domke                  | Kirsty Gilmour    | Adam Cwalina Przemysław Wacha              | Heather Olver Kate Robertshaw      | Peter Käsbauer Isabel Herttrich |
| 2013      | Brice Leverdez                | Zhang Beiwen      | Daniel Benz Chan Kwong Beng                | Anastasia Chervyakova Nina Vislova | Vitaliy Durkin Nina Vislova     |
| 2014      | Jonatan Christie              | Hana Ramadhini    | Peter Gabriel Magnaye Paul Jefferson Vivas | Gabriela Stoeva Stefani Stoeva     | Ronan Labar Émilie Lefel        |
| 2015      | Iskandar Zulkarnain Zainuddin | Nitchaon Jindapol | Koo Kien Keat Tan Boon Heong               | Samantha Barning Iris Tabeling     | Robert Blair Pia Zebadiah       |
| 2016      | Sam Parsons                   | Sabrina Jaquet    | Goh Sze Fei Nur Izzuddin                   | Cheryl Seinen Iris Tabeling        | Oliver Schaller Céline Burkart  |
| 2017 2024 | nicht ausgetragen             | nicht ausgetragen | nicht ausgetragen                          | nicht ausgetragen                  | nicht ausgetragen               |